# Nova Brasilândia d'Oeste
Nova Brasilândia D'Oeste é um município brasileiro do estado de Rondônia. Localiza-se a uma latitude 11º43'11" sul e a uma longitude 62º18'57" oeste, estando a uma altitude de 320 metros. Possui uma área de 1159,9 km² e sua população, conforme estimativas do IBGE de 2018, era de 20 459 habitantes.
O município de Nova Brasilândia D'Oeste foi criado em 19 de junho de 1987 pela lei Complementar n. 157 de autoria do então deputado estadual Manoel Messias da Silva, aprovada pela Assembleia Legislativa e sancionada pelo governador Jerônimo Santana, tendo sua área sido desmembrada do município de Presidente Médici.
As primeiras eleições para sua constituição política ocorreram em 15 de novembro de 1988, quando foram eleitos o primeiro prefeito, o médico Adhemar Peixoto Guimarães, e o primeiro vice-prefeito, o contador Roque José de Oliveira e onze vereadores para a Câmara Municipal, sendo que a primeira Legislatura iniciou-se em 31 de dezembro de 1988.